# Cantone di Caluire-et-Cuire
Il Cantone di Caluire-et-Cuire era una divisione amministrativa dell'arrondissement di Lione.
È stato soppresso a seguito della riforma complessiva dei cantoni del 2014, che è entrata in vigore il 1º gennaio 2015 con la creazione della Metropoli di Lione.
Comprendeva il solo comune di Caluire-et-Cuire.